# مقاطعة ووكر (ألاباما)
مقاطعة ووكر (بالإنجليزية: Walker County, Alabama)‏ هي إحدى مقاطعات ولاية ألاباما في الولايات المتحدة. تأسست سنة 1823، بلغ عدد سكانها 67023 نسمة في عام 2010 حسب إحصاء مكتب تعداد الولايات المتحدة وتصل الكثافة السكانية فيها 32.5 نسمة/كم2.

## وصلات خارجية
- www.walkercounty.com